# Плеханы (Владимирская область)
Плеханы — деревня в Александровском районе Владимирской области России, входит в состав Каринского сельского поселения. 

## География
Расположена в 16 км на юго-запад от центра поселения села Большое Каринское и в 20 км на юго-запад от города Александрова. 

## История
В XIX — начале XX века деревня входила в состав Ботовской волости Александровского уезда, с 1926 года — в составе Карабановской волости. В 1859 году в деревне числилось 9 дворов, в 1905 году — 14 дворов, в 1926 году — 18 дворов.
С 1929 года деревня входила в состав Воскресенского сельсовета Александровского района, с 1941 года — в составе Ново-Воскресенского сельсовета Струнинского района, с 1959 года — в составе Лизуновского сельсовета, с 1965 года — в составе Александровского района, с 2005 года — в составе Каринского сельского поселения.

## Население
| 1859 | 1905 | 1926 | 2002 | 2010 | 2021 |
| ---- | ---- | ---- | ---- | ---- | ---- |
| 63   | ↗80  | ↗94  | ↘4   | ↗10  | ↗17  |